# پروپیل تیواوراسیل
پروپیل تیواوراسیل (به انگلیسی: Propylthiouracil)
رده درمانی: داروهای پرکاری تیروئید
اشکال دارویی: قرص

## موارد مصرف
پروپیل تیواوراسیل برای درمان پرکاری تیروئید مانند گریوز به خصوص در زنان حامله به دلیل منع مصرف متی مازول مورد استفاده قرار می‌گیرد. ضمناً برای ایجاد کارکرد طبیعی غده تیروئید قبل از عمل جراحی بر روی این غده به خصوص در زنان حامله و کودکان کاربرد دارد.

## مکانیسم اثر
دارای اثر مهاری بر آنزیم تیروپروکسیداز است. تیروپروکسیداز با تبدیل آنیون یدید (I-) به ید (I0) موجب تسهیل پیوند ید با تیروزین در مولکول تیروگلوبولین می‌شود؛ لذا مهار این آنزیم موجب وقفه در سنتز هورمون تیروئید می‌شود.

## عوارض جانبی
تهوع، استفراغ، عوارض خونی مانند آگرانولوسیتوز، مشکل بینایی، زردی، اسهال، درد مفاصل، عوارض پوستی، عوارض کبدی و علائم کاهش کارکرد تیروئید مثل احساس سرما، افسردگی، ضعف عمومی.